# Chyromyidae
Famille
Les Chyromyidae sont une famille de diptères de l'infra-ordre des Muscomorpha.

## Liste des genres
Selon BioLib (12 mai 2019) :
- genre Aphaniosoma Becker, 1903
- genre Chyromya Robineau-Desvoidy, 1830
- genre Chyromyia Robineau-Desvoidy, 1830
- genre Gymnochiromyia Hendel, 1933